# The Brass Construction
The Brass Construction was een Amerikaanse funkband uit Brooklyn, opgericht in 1968.

## Voormalige bezetting
- Wade Williamston (basgitaar)
- Sandy Billups (percussie)
- Morris Price (trompet)
- Larry Payton (1955-2016) (drums)
- Jesse Ward Jr. (?-2016) (saxofoon)
- Michael "Micky" Grudge (saxofoon)

- Wayne Parris (trompet)
- Alvin Haskin (trombone)
- Duane Cahill (trombone)
- Joseph Arthur-Wong (overleden) (gitaar)
- Randy Muller (leadzang)
- Lee Evans (keyboards)

## Geschiedenis
In 1975 tekenden ze bij United Artists Records en scoorden ze met twee binnenkomers in de Billboard Hot 100 in 1976, waarvan Movin'  (#14) het meest succesvol was. Ze hadden veel meer succes in de Hot Dance Club Play-hitlijst met 19 hitklasseringen, inclusief Movin', die zich plaatste op de toppositie. Zanger/pianist/fluitist/arrangeur Randy Muller scoorde een aantal r&b-hits met Skyy.
De band kwam weer samen voor een concert op 28 november 2005 in de Bataclan Arena in Parijs.

## Sampling
Changin (1975) werd in 1989 gesampled door Gang Starr op Positivity en door Jill Scott op Gimme (2001). De song Movin' van Brass Construction werd gebruikt op Got Myself Together van The Bucketheads. Message (Inspiration) werd gesampled in 1988 door N.W.A. op I Ain't Tha 1, terwijl What's On Your Mind (expression) werd gesampled in 1988 door Biz Markie op Cool V's Tribute to Scratching. Sambo werd gesampled in 1998 door Bob Sinclar op Vision of Paradise en One to One werd gesampled in 1998 door Most Wanted featuring Pras en The Product G&B. Ook Get Up to Get Down werd gesampled in 1988 door King Tee op Bass en door DJ Quik op Tanqueray (1995). Happy People (1977) werd gesampled in 1997 door Cheek in Sunshine People.

## Overlijden
Joseph Arthur-Wong overleed in 1998, Jesse Ward jr. in 2016 en drummer Larry Payton in maart 2016

## Discografie
- 1970:	Two Timin' Lady
- 1976:	Movin'
- 1976: Changin'
- 1976: Ha Cha Cha (Funktion)
- 1977:	The Message (Inspirational)
- 1977: What's on Your Mind (Expression)
- 1977: We / Celebrate
- 1978:	L-O-V-E-U
- 1978: Celebrate
- 1978: Help Yourself
- 1978: Get Up
- 1979:	Right Place
- 1980:	Music Makes You Feel Like Dancing
- 1980: I'm Not Gonna Stop
- 1980: How Do You Do (What You Do to Me)
- 1982:	Can You See the Light
- 1982: Attitude
- 1983:	Walkin' the Line
- 1983: We Can Work It Out
- 1984:	Never Had a Girl
- 1984: Partyline
- 1984: International
- 1985:	Give and Take
- 1988:	Movin' 1988
- 1988: Ha Cha Cha (re-release)

### Albums
United Artists Records
- 1975:	Brass Construction
- 1976:	Brass Construction II
- 1977:	Brass Construction III
- 1978:	Brass Construction IV
- 1979:	Brass Construction 5
- 1980:	Brass Construction 6

Liberty Records
- 1982:	Attitudes

Capitol Records
- 1983:	Conversations
- 1984:	Renegades
- 1985:	Conquest

### Compilaties
- 1991: Golden Classics (Collectables Records)
- 1993: The Best of Brass Construction: Movin' & Changin' (EMI Records)
- 1997: Get Up to Get Down: Brass Construction's Funky Feeling (Capitol Records)
- 2002: Classic Masters (EMI/Capitol)
- 2006: Something for the Weekend: 10 Extended Soul Weekender Classics (Stateside Records)